# Siluur
| Mesozoïcum                                  | Trias      | jonger |
| Mesozoïcum                                  | Trias      | 251,0  |
| Paleozoïcum                                 | Perm       |        |
| Paleozoïcum                                 | Perm       | 299,0  |
| Paleozoïcum                                 | Carboon    |        |
| Paleozoïcum                                 | 359,2      |        |
| Paleozoïcum                                 | Devoon     |        |
| Paleozoïcum                                 | 416,0      |        |
| Paleozoïcum                                 | Siluur     |        |
| Paleozoïcum                                 | 443,7      |        |
| Paleozoïcum                                 | Ordovicium |        |
| Paleozoïcum                                 | 488,3      |        |
| Paleozoïcum                                 | Cambrium   |        |
| Paleozoïcum                                 | 542,0      |        |
| Neoproterozoïcum                            | Ediacarium |        |
| Neoproterozoïcum                            | Ediacarium | ouder  |
| Indeling van het Paleozoïcum volgens de ICS |            |        |

| Systeem                                 | Serie      | Etage        | Ouderdom (Ma) |
| --------------------------------------- | ---------- | ------------ | ------------- |
| Devoon                                  | Onder      | Lochkovien   | jonger        |
| Siluur                                  | Pridoli    | Pridoli      | 419,2–423,0   |
| Siluur                                  | Ludlow     | Ludfordien   | 423,0–425,6   |
| Siluur                                  | Ludlow     | Gorstien     | 425,6–427,4   |
| Siluur                                  | Wenlock    | Homerien     | 427,4–430,5   |
| Siluur                                  | Wenlock    | Sheinwoodien | 430,5–433,4   |
| Siluur                                  | Llandovery | Telychien    | 433,4–438,5   |
| Siluur                                  | Llandovery | Aeronien     | 438,5–440,8   |
| Siluur                                  | Llandovery | Rhuddanien   | 440,8–443,4   |
| Ordovicium                              | Boven      | Hirnantien   | ouder         |
| Indeling van het Siluur volgens de ICS. |            |              |               |

Het Siluur is in de geologische tijdschaal een periode (en in de stratigrafie een systeem) van ongeveer 443 tot 419 Ma (miljoen jaar geleden). Het Siluur is onderdeel van het Paleozoïcum. Het volgt op het Ordovicium en komt voor het Devoon.
In het Siluur was het klimaat warmer en lag het zeeniveau hoger dan in het voorafgaande laatste deel van het Ordovicium. De landmassa was verspreid over het grote paleocontinent Gondwana en een aantal kleinere continenten. Door de continentale collisie tussen twee van deze kleinere continenten, Laurentia en Baltica, vond de Caledonische orogenese plaats. Gedurende het Siluur verschenen ook de eerste planten op het land. Gewervelde dieren kwamen nog niet op het land voor, maar in de oceanen verschenen steeds beter uitgeruste soorten vissen. Bekende gidsfossielen uit het Siluur zijn verder graptolieten, brachiopoden en trilobieten.

## Stratigrafie

### Onderzoeksgeschiedenis
Het systeem Siluur werd gedefinieerd door de Schotse geoloog Roderick Murchison in de jaren 1830. Murchison deed dit na geologisch onderzoek in Zuid-Wales en noemde het Siluur naar een historische Keltische stam, de Siluren, die leefden op de huidige grens tussen Wales en Engeland. Zijn vriend Adam Sedgwick had gelijktijdig in Noord-Wales het systeem Cambrium gedefinieerd en de twee publiceerden hun onderzoek in 1835 samen. Toen men de gesteentelagen echter verder vervolgde bleken de twee systemen te overlappen zodat de twee ruzie kregen over waar de grens getrokken moest worden, wat het einde van de vriendschap betekende. De onduidelijkheid zou tot 1879 doorduren, toen Charles Lapworth van de omstreden lagen een nieuw systeem maakte dat hij Ordovicium noemde.
De Franse geoloog Joachim Barrande probeerde in 1854 de gesteenten uit Wales te correleren met soortgelijke strata in Bohemen. Hij verdeelde het Siluur van Bohemen in acht etages en deed daarbij belangrijke nieuwe ontdekkingen over de evolutie van het leven tijdens het Siluur. Later bleek echter dat de bovenste drie etages van Barrande eigenlijk tot het Devoon behoorden.

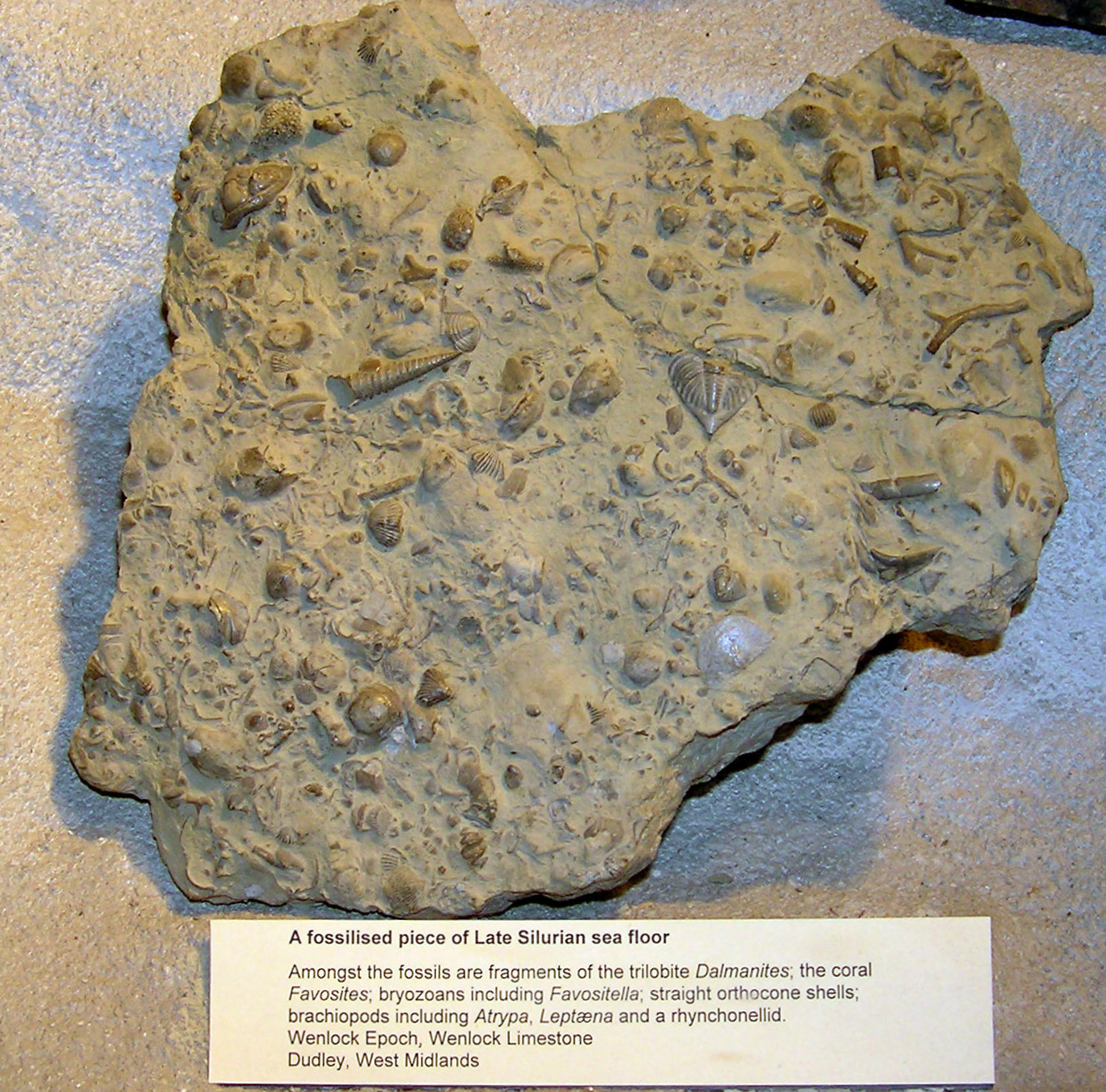
Gefossiliseerd stuk Laat-Silurische ondiepe zeebodem. Wenlock-groep, Dudley (Engeland).

### Indeling
De basis van het Siluur wordt gelegd bij het eerste voorkomen van de graptolieten Parakidograptus acuminatus en Akidograptus ascensus, de top bij het eerste voorkomen van de graptoliet Monograptus uniformis. Recente dateringen laten zien dat het Siluur een ouderdom heeft van 443,4 ± 1,5 tot 419,2 ± 3,2 Ma.
Het Siluur werd door Murchison ingedeeld in drie series, Llandovery, Wenlock en Ludlow. De ICS heeft daar later nog een vierde serie aan toegevoegd, het in Tsjechië gedefinieerde Pridoli. Deze vier series zijn weer onderverdeeld in in totaal zeven etages.

## Paleogeografieen klimaat
Tijdens het Siluur lag het grote paleocontinent Gondwana rond de zuidpool. Vanwege de afmetingen van dit continent lagen delen ervan (het tegenwoordige Australië en China bijvoorbeeld) echter tot aan de evenaar. Ook de kleinere continenten Baltica en Laurentia en het microcontinent Avalonia lagen rond de evenaar. Tussen deze drie landmassa's begon in het Siluur de continentale collisie (botsing) die tot de Caledonische orogenese leidde, een fase van gebergtevorming die zou voortduren in het Vroeg-Devoon. De landmassa die ontstond door de samenvoeging van de drie continenten wordt Euramerika genoemd.
In het Siluur lagen slechts twee kleine continenten geheel op het noordelijk halfrond: Siberia en Kazachstania. Het grootste deel van het noordelijk halfrond werd bedekt door de Panthalassa-oceaan. Andere oceanen waren de Iapetus Oceaan tussen Baltica en Laurentia, de Rheïsche Oceaan tussen Avalonia en Baltica, de Prototethys-oceaan tussen Gondwana, Siberia en Baltica, de Paleotethys-oceaan tussen Avalonia en Gondwana en de Oeraloceaan tussen Baltica en Siberia.
Na de ijstijd in het Laat-Ordovicium trok de ijskap op de zuidpool (Gondwana) zich terug om in het Midden-Siluur bijna geheel te verdwijnen. Vanwege het smelten van gletsjers steeg aan het begin van het Siluur het eustatisch zeeniveau. Het zeeniveau lag tijdens het Siluur hoger en het klimaat was warmer dan tijdens het Laat-Ordovicium. Dankzij het relatief hoge zeeniveau waren de continenten bedekt met ondiepe binnenzeeën. Het veel voorkomen van coquina-afzettingen van gebroken schelpen uit het Siluur wijst erop dat in het warme klimaat vaak stormen voorkwamen, net als tegenwoordig in de tropen vaker cyclonen voorkomen. In het Laat-Siluur vond een kleine afkoeling van het klimaat (en een daling van de zeespiegel) plaats, maar op de overgang tussen Siluur en Devoon werd het klimaat weer warmer. Uit het feit dat evaporieten uit het Devoon tot op hogere breedtegraden werden afgezet dan tijdens het Siluur blijkt dat het klimaat tijdens het Devoon nog warmer moet zijn geweest dan tijdens het Midden-Siluur het geval was.

## Silurische gesteenten
Gesteenten uit het Siluur bevinden zich in Europa in de kristallijne sokkel en zijn meestal in min of meerdere mate gemetamorfoseerd dankzij de latere Hercynische orogenese. Deze gesteenten dagzomen in de diverse middengebergtes van Europa, zoals in de Ardennen, het Zwarte Woud of de Vogezen. Ook in Wales, Schotland en Scandinavië komen Silurische gesteenten aan het oppervlak, in Noord-Europa zijn ze gemetamorfoseerd tijdens de Caledonische orogenese. Sommige Silurische gesteenten zijn brongesteente voor olie of gas, of zijn bekend als vindplek van ijzererts.

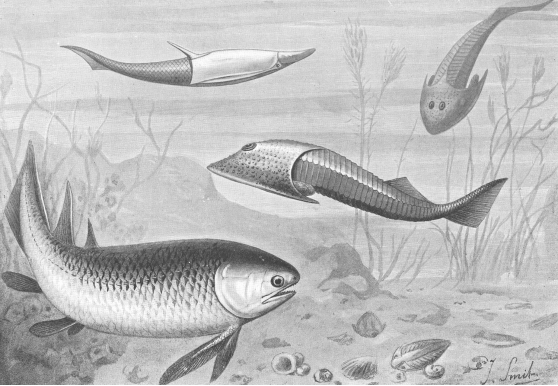
Afbeelding van diverse Silurische vissen.

## Leven

### In de zee
Het relatief hoge zeeniveau en warme klimaat van het Siluur boden een goede omgeving voor veel soorten marien leven. Diverse soorten brachiopoden, Bryozoa, mollusken en trilobieten zijn de meest voorkomende fossielen uit het Siluur. Voor het eerst kwamen er grote koraalriffen voor, die werden gebouwd door tegenwoordig uitgestorven soorten koraal als Tabulata en Rugosa. Ook verschenen de eerste beenvissen (Osteichthyes) tijdens het Siluur. Daarvan waren de Acanthodii, vissen bedekt met beenachtige platen, de belangrijkste Silurische vertegenwoordigers. De eerste vissen met beweegbare kaken verschenen tijdens het Siluur, deze worden verondersteld te zijn ontwikkeld uit kieuwbogen. Een van de grootste toenmalige vissen was Megamastax met een lengte van een meter. In de ondiepe zeeën die Laurentia bedekten kwamen veel grote soorten zeeschorpioenen voor, die meerdere meters lang konden worden. Tijdens het Siluur verschenen verder de eerste bloedzuigers.

### Op het land

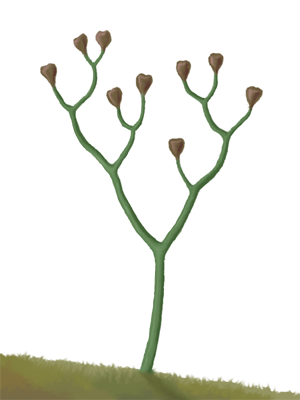
Cooksonia, de oudst bekende landplant, uit het Midden-Siluur.

In het Siluur worden de oudste grotere fossiele terrestrische levensvormen gevonden, in de vorm van mossen die rond rivieren en meren groeiden. Tijdens het Midden-Siluur verschenen de eerste vaatplanten, planten met weefsel waarin voedingsstoffen en water verplaatst kunnen worden. De oudste planten uit deze groep zijn Cooksonia (vooral gevonden op Laurentia en Baltica) en Baragwanathia (gevonden op Gondwana). Psilophyta waren primitieve planten die zowel xyleem als floëem hadden, maar geen onderscheid tussen wortels, stam en bladeren. Ze planten zich voort door middel van sporen. De ademhaling verliep door huidmondjes op alle naar buiten gerichte delen en fotosynthese vond waarschijnlijk plaats in al het naar buiten gerichte weefsel. In het Laat-Siluur verschenen steeds ontwikkeldere vormen van planten, zoals Rhyniophyta en primitieve Lycophyta.
In het Siluur werd het land veroverd door de dieren: ongeveer 430 miljoen jaar geleden verschenen de eerste miljoenpoten, spinachtigen (waaronder schorpioenen), en waarschijnlijk ook insecten. De verwante degenkrabben leefden in de kustwateren.

## Laat-Silurische extinctie
Aan het einde van het Siluur vonden een aantal massa-extincties plaats, hoewel deze van minder belang waren dan de Laat-Ordovicische massa-extinctie. Mogelijke oorzaken worden gezocht in klimaatsverandering of inslagen van meteorieten.